# ACF Fiorentina 2003-2004
Questa voce raccoglie le informazioni riguardanti l'ACF Fiorentina nelle competizioni ufficiali della stagione 2003-2004.

## Stagione

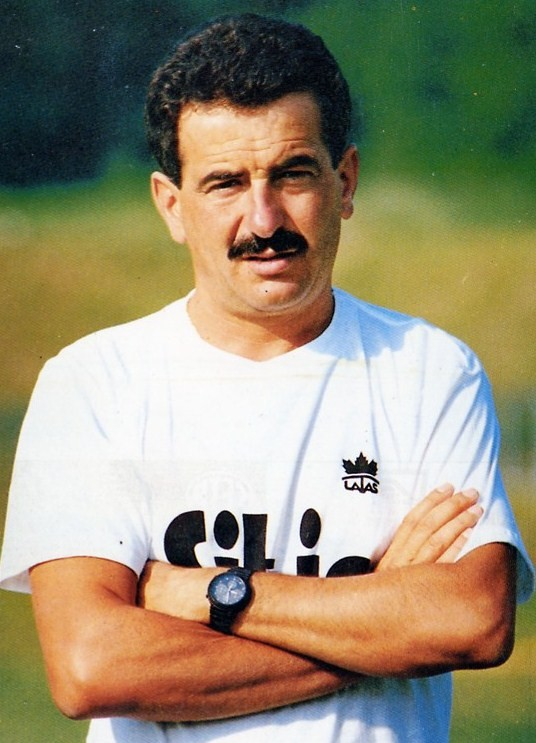
L'allenatore Emiliano Mondonico, subentrato a stagione in corso, ottenne la quinta promozione della sua carriera dalla divisione cadetta al massimo torneo.

Nell'estate 2003, in conseguenza del caso Catania, la Fiorentina è stata ammessa alla Serie B: i toscani, che l'anno precedente si erano imposti in C2, sono saliti ulteriormente di categoria per sostituire il fallito Cosenza in un'allargata divisione (ben 24 squadre ai nastri di partenza del campionato cadetto). Dopo un girone di andata con risultati contraddittori, nel febbraio 2004 Alberto Cavasin è stato rimpiazzato in panchina da Mondonico. I viola sono stati bravi a risalire la classifica, piazzandosi al sesto posto. La posizione ha qualificato i gigliati per lo spareggio interdivisionale, incrociando il Perugia (quindicesimo in Serie A).
L'incontro di andata, in Umbria, è stato deciso da un gol di Fantini; nel ritorno lo stesso attaccante sblocca il punteggio, con i Grifoni che hanno pareggiato soltanto nel finale. Il positivo esito del doppio confronto è valso alla Fiorentina il ritorno in A, ad appena due anni dalla retrocessione.

## Divise e sponsor
Lo sponsor tecnico per la stagione 2003-2004 è Adidas, mentre lo sponsor ufficiale è Fondiaria SAI. Lo sponsor è al centro della maglia, mentre lo sponsor tecnico e il logo della squadra, tornato a essere il logotipo della ormai fallita A.C. Fiorentina, si trovano al di sopra, rispettivamente sulla destra e sulla sinistra.
La divisa di casa è composta da una maglia con colletto a tinta unica viola, i pantaloncini e i calzettoni sono anch'essi viola. I dettagli e le rifiniture sono, invece, di colore bianco.
La divisa in trasferta è composta da una maglia senza colletto a tinta bianca con una grossa striscia centrale viola, contenente lo sponsor, e con i bordi del collo e delle maniche viola. I pantaloncini e i calzettoni sono bianchi con i bordi viola.
| Casa | Trasferta |

## Organigramma societario
Area direttiva
- Presidente: Gino Salica
- Presidente onorario: Diego Della Valle
- Vice presidente e amministratore delegato: Andrea Della Valle
- Amministratore delegato: Sandro Mencucci
- Consiglieri con delega: Carlo Montagna, Giovanni Montagna
- Consiglieri: Paolo Borgomanero, Maurizio Boscarato, Emanuele Della Valle, Matteo Montezzemolo, Giuseppe Morbidelli, Paolo Panerai, Stefano Sincini

Area organizzativa
- Segreteria generale: Raffaele Righetti
- Segreteria sportiva: Fabio Bonelli
- Team manager: Giovanni Galli
- Responsabile amministrativo: Gian Marco Pachetti

Area comunicazione
- Responsabile area comunicazione: Silvia Berti
- Addetto stampa: Silvia Berti

Area tecnica
- Direttore sportivo e responsabile area tecnica: Giovanni Galli
- Allenatore: Alberto Cavasin (dalla 27ª giornata) Emiliano Mondonico
- Allenatore in seconda: Aldo Dolcetti
- Preparatore atletico: Sergio Bizioli, Daniele Farnedi, Antonio Montinari
- Preparatore dei portieri: Luciano Bartolini

Area sanitaria
- Responsabile sanitario: Dr. Giorgio Galanti
- Medico sociale: Dr. Paolo Manetti
- Massaggiatori: Maurizio Fagorzi, Daniele Misseri

Area marketing
- Responsabile area marketing: Ludovica Meloscia

## Rosa
| N. |                      | Ruolo | Calciatore                 |
| -- | -------------------- | ----- | -------------------------- |
| 1  | Argentina (bandiera) | P     | Sebastián Cejas            |
| 2  | Italia (bandiera)    | D     | Antonio Rizzo              |
| 3  | Italia (bandiera)    | D     | Carlo Cherubini            |
| 4  | Italia (bandiera)    | D     | Roberto Ripa               |
| 5  | Italia (bandiera)    | D     | Alessandro Lucarelli       |
| 6  | Italia (bandiera)    | D     | Giuseppe Baronchelli       |
| 7  | Italia (bandiera)    | C     | Angelo Di Livio (capitano) |
| 8  | Italia (bandiera)    | C     | Luca Ariatti               |
| 9  | Italia (bandiera)    | A     | Christian Riganò           |
| 10 | Italia (bandiera)    | C     | Riccardo Maspero           |
| 11 | Italia (bandiera)    | P     | Andrea Ivan                |
| 12 | Italia (bandiera)    | P     | Marco Roccati              |
| 13 | Italia (bandiera)    | D     | Gianluca Comotto           |
| 13 | Italia (bandiera)    | C     | Francesco Magnanelli       |
| 14 | Italia (bandiera)    | A     | Matteo Sala                |
| 15 | Egitto (bandiera)    | C     | Hany Said                  |
| 16 | Italia (bandiera)    | C     | Marco Andreotti            |
| 16 | Italia (bandiera)    | C     | Davide Carrus              |
| 17 | Ghana (bandiera)     | C     | Bismark Ekye               |
| 18 | Italia (bandiera)    | C     | Massimiliano Scaglia       |
| 19 | Francia (bandiera)   | C     | Matthieu Bochu             |
| 19 | Italia (bandiera)    | C     | Mirko Savini               |

| N. |                           | Ruolo | Calciatore           |
| -- | ------------------------- | ----- | -------------------- |
| 20 | Italia (bandiera)         | A     | Mattia Graffiedi     |
| 21 | Italia (bandiera)         | A     | Michele Cossato      |
| 21 | Italia (bandiera)         | D     | Daniele Delli Carri  |
| 22 | Italia (bandiera)         | D     | Thomas Manfredini    |
| 23 | Italia (bandiera)         | D     | Michele Bacis        |
| 24 | Spagna (bandiera)         | C     | Luis Helguera        |
| 25 | Italia (bandiera)         | D     | Christian Maggio     |
| 30 | Svezia (bandiera)         | A     | Björn Runström       |
| 33 | Italia (bandiera)         | A     | Massimo Cicconi      |
| 35 | Costa d'Avorio (bandiera) | C     | Christian Manfredini |
| 36 | Grecia (bandiera)         | A     | Zizis Vryzas         |
| 44 | Italia (bandiera)         | C     | Luigi Piangerelli    |
| 55 | Italia (bandiera)         | D     | William Viali        |
| 75 | Italia (bandiera)         | D     | Manuele Guzzo        |
| 76 | Italia (bandiera)         | C     | Enrico Fantini       |
| 77 | Italia (bandiera)         | C     | Gaetano Fontana      |
| 78 | Italia (bandiera)         | A     | Andrea Soncin        |
| 79 | Italia (bandiera)         | C     | Alfonso Camorani     |
| 81 | Italia (bandiera)         | P     | Giacomo Brandi       |
| 85 | Italia (bandiera)         | C     | Daniele De Vezze     |
| 85 | Honduras (bandiera)       | C     | Julio César de León  |
| 90 | Italia (bandiera)         | A     | Francesco Palmieri   |

## Calciomercato

### Sessione estiva(dall'1/7/2003 al 31/8/2003)
| Acquisti | Acquisti             | Acquisti       | Acquisti   |
| R.       | Nome                 | da             | Modalità   |
| -------- | -------------------- | -------------- | ---------- |
| P        | Sebastián Cejas      | Ascoli         | definitivo |
| C        | Christian Manfredini | Lazio          | prestito   |
| D        | Alessandro Lucarelli | Palermo        | definitivo |
| D        | Gianluca Comotto     | Torino         | prestito   |
| A        | Mattia Graffiedi     | Cesena         | prestito   |
| A        | Andrea Soncin        | Sambenedettese | definitivo |
| C        | Luis Helguera        | Udinese        | definitivo |
| D        | Christian Maggio     | Vicenza        | definitivo |
| D        | Michele Bacis        | Triestina      | definitivo |
| P        | Francesco Palmieri   | Bari           | definitivo |

| Cessioni | Cessioni             | Cessioni   | Cessioni      |
| R.       | Nome                 | a          | Modalità      |
| -------- | -------------------- | ---------- | ------------- |
| D        | Luigi Panarelli      | Taranto    | definitivo    |
| D        | Martino Traversa     | Martina    | definitivo    |
| P        | Francesco Scotti     | Cittadella | fine prestito |
| D        | Michelangelo Minieri | Catania    | fine prestito |
| D        | Alessandro Radi      | Perugia    | fine prestito |
| C        | Raffaele Longo       | Palermo    | fine prestito |
| C        | Attilio Nicodemo     | Chieti     | fine prestito |
| C        | Felice Evacuo        | Lazio      | fine prestito |
| A        | Alessandro Diamanti  | Prato      | fine prestito |
| C        | Marco Biagianti      | Fano       | prestito      |

### Sessione invernale(dall'1/1/2004 all'31/1/2004)
| Acquisti | Acquisti            | Acquisti    | Acquisti   |
| R.       | Nome                | da          | Modalità   |
| -------- | ------------------- | ----------- | ---------- |
| P        | Marco Roccati       | Ancona      | definitivo |
| D        | William Viali       | Palermo     | definitivo |
| C        | Davide Carrus       | Ancona      | definitivo |
| D        | Daniele Delli Carri | Siena       | definitivo |
| D        | Thomas Manfredini   | Udinese     | prestito   |
| C        | Julio César de León | Reggina     | prestito   |
| D        | Mirko Savini        | Ascoli      | definitivo |
| C        | Gaetano Fontana     | Ascoli      | definitivo |
| C        | Luigi Piangerelli   | Lecce       | definitivo |
| C        | Enrico Fantini      | Venezia     | definitivo |
| C        | Alfonso Camorani    | Salernitana | definitivo |
| A        | Zīsīs Vryzas        | Perugia     | definitivo |

| Cessioni | Cessioni             | Cessioni  | Cessioni      |
| R.       | Nome                 | a         | Modalità      |
| -------- | -------------------- | --------- | ------------- |
| D        | Gianluca Comotto     | Torino    | fine prestito |
| C        | Luis Helguera        | Ancona    | prestito      |
| C        | Marco Andreotti      | Viterbese | definitivo    |
| C        | Christian Manfredini | Lazio     | fine prestito |
| A        | Andrea Soncin        | Pistoiese | definitivo    |

## Risultati

### Serie B

#### Girone di andata
| Arbitro: | Morganti (Ascoli Piceno) |

|              |           |           |
| Di Livio 30’ | Marcatori | 67’ Budan |

| Pescara 8 ottobre 2003, ore 20:30 CEST 2ª giornata | Pescara                | 0 – 0 | Fiorentina | Stadio Adriatico (8.078 spett.)\| Arbitro: \| M. Mazzoleni (Bergamo) \| |
| Arbitro:                                           | M. Mazzoleni (Bergamo) |       |            |                                                                         |

| Arbitro: | Cassarà (Palermo) |

|            |           |                 |
| Riganò 25’ | Marcatori | 73’ Moscardelli |

| Arbitro: | Tombolini (Ancona) |

|               |           |            |
| De Martin 20’ | Marcatori | 11’ Riganò |

| Arbitro: | Tagliavento (Terni) |

|           |           |  |
| Biava 82’ | Marcatori |  |

| Arbitro: | Cruciani (Pesaro) |

|                 |           |              |
| Riganò 42’, 82’ | Marcatori | 22’ Patrascu |

| Arbitro: | Tagliavento (Terni) |

|          |           |  |
| Tulli 5’ | Marcatori |  |

| Arbitro: | Romeo (Verona) |

|                          |           |  |
| Riganò 36’ Graffiedi 93’ | Marcatori |  |

| Arbitro: | Dondarini (Finale Emilia) |

|                                 |           |  |
| Corini 29’ (rig.) Di Donato 33’ | Marcatori |  |

| Arbitro: | Preschern (Mestre) |

|             |           |  |
| Di Livio 6’ | Marcatori |  |

| Bari 25 ottobre 2003, ore 20:30 CEST 11ª giornata | Bari             | 0 – 0 | Fiorentina | Stadio San Nicola (5.125 spett.)\| Arbitro: \| Nucini (Bergamo) \| |
| Arbitro:                                          | Nucini (Bergamo) |       |            |                                                                    |

| Arbitro: | Castellani (Verona) |

|                   |           |  |
| Riganò 39’ (rig.) | Marcatori |  |

| Arbitro: | Cruciani (Pesaro) |

|                                      |           |                            |
| Borgobello 39’ Jiménez 68’ Frick 83’ | Marcatori | 4’ Di Livio 67’ Manfredini |

| Arbitro: | Morganti (Ascoli Piceno) |

|                          |           |                                  |
| Graffiedi 11’ Riganò 45’ | Marcatori | 57’ Aldair 62’ (rig.) Bjelanović |

| Arbitro: | Preschern (Mestre) |

|                                          |           |           |
| Andreotti 44’ Graffiedi 45+1’ Maggio 70’ | Marcatori | 33’ Tisci |

| Arbitro: | Racalbuto (Gallarate) |

|                                           |           |  |
| Parisi 34’ (rig.) Di Napoli 54’ Sullo 69’ | Marcatori |  |

| Arbitro: | Tombolini (Ancona) |

|            |           |           |
| Riganò 28’ | Marcatori | 5’ Protti |

| Arbitro: | Nucini (Bergamo) |

|                                      |           |  |
| Fontana 43’ (rig.), 72’ Piá 58’, 66’ | Marcatori |  |

| Arbitro: | Tagliavento (Terni) |

|                   |           |                 |
| Riganò 85’ (rig.) | Marcatori | 24’ (aut.) Ripa |

| Arbitro: | Dondarini (Finale Emilia) |

|                      |           |                                 |
| Zanini 77’ Tosto 91’ | Marcatori | 59’ (rig.) Riganò 83’ Graffiedi |

| Arbitro: | Preschern (Mestre) |

|                                     |           |                                |
| Vryzas 26’ Riganò 38’ Fantini 45+2’ | Marcatori | 64’ G. Delvecchio 76’ Oliveira |

| Arbitro: | De Santis (Roma) |

|             |           |            |
| Mezzano 24’ | Marcatori | 49’ Vryzas |

| Arbitro: | Pieri (Genova) |

|                        |           |            |
| Riganò 14’, 53’ (rig.) | Marcatori | 74’ Albino |

#### Girone di ritorno
| Arbitro: | Rosetti (Torino) |

|              |           |                   |
| Gautieri 82’ | Marcatori | 24’ (aut.) Santos |

| Arbitro: | Nucini (Bergamo) |

|                      |           |             |
| Colonnello 7’ (aut.) | Marcatori | 71’ Amerini |

| Arbitro: | Carlucci (Molfetta) |

|                              |           |                 |
| Rigoni 42’ Godeas 54’ (rig.) | Marcatori | 16’ Piangerelli |

| Arbitro: | Cruciani (Pesaro) |

|                   |           |               |
| Riganò 52’ (rig.) | Marcatori | 38’ Margiotta |

| Arbitro: | Carlucci (Molfetta) |

|                         |           |                       |
| Graffiedi 5’ Riganò 56’ | Marcatori | 79’ (rig.) Possanzini |

| Arbitro: | Morganti (Ascoli Piceno) |

|                           |           |  |
| C. Colombo 55’ Tarana 80’ | Marcatori |  |

| Arbitro: | Tagliavento (Terni) |

|            |           |  |
| Riganò 39’ | Marcatori |  |

| Treviso 7 marzo 2004, ore 15:00 CET 31ª giornata | Treviso             | 0 – 0 | Fiorentina | Stadio Omobono Tenni (2.078 spett.)\| Arbitro: \| Castellani (Verona) \| |
| Arbitro:                                         | Castellani (Verona) |       |            |                                                                          |

| Arbitro: | Bolognino (Milano) |

|                         |           |          |
| Di Livio 34’ Vryzas 92’ | Marcatori | 20’ Toni |

| Arbitro: | Rodomonti (Roma) |

|  |           |               |
|  | Marcatori | 73’ Graffiedi |

| Arbitro: | Dattilo (Locri) |

|                                     |           |           |
| Riganò 10’ Camorani 14’ Fantini 76’ | Marcatori | 59’ Bruno |

| Arbitro: | Pieri (Genova) |

|  |           |                 |
|  | Marcatori | 21’, 86’ Riganò |

| Arbitro: | Rosetti (Torino) |

|              |           |  |
| Graffiedi 9’ | Marcatori |  |

| Arbitro: | Gabriele (Frosinone) |

|                         |           |            |
| M. Rossi 28’ Gemiti 38’ | Marcatori | 50’ Riganò |

| Arbitro: | Ayroldi (Molfetta) |

|  |           |              |
|  | Marcatori | 29’ Camorani |

| Arbitro: | Messina (Bergamo) |

|                       |           |  |
| Fontana 1’ Riganò 48’ | Marcatori |  |

| Arbitro: | Trefoloni (Siena) |

|                             |           |  |
| C. Lucarelli 30’ Protti 33’ | Marcatori |  |

| Firenze 8 maggio 2004, ore 20:30 CEST 41ª giornata | Fiorentina      | 0 – 0 | Ascoli | Stadio Artemio Franchi (18.876 spett.)\| Arbitro: \| Brighi (Cesena) \| |
| Arbitro:                                           | Brighi (Cesena) |       |        |                                                                         |

| Arbitro: | Dattilo (Locri) |

|  |           |                       |
|  | Marcatori | 39’ Vryzas 81’ Riganò |

| Arbitro: | Rosetti (Torino) |

|                             |           |             |
| Fontana 49’ Delli Carri 87’ | Marcatori | 26’ Dionigi |

| Arbitro: | Messina (Bergamo) |

|                |           |                   |
| Berrettoni 24’ | Marcatori | 73’ (rig.) Riganò |

| Arbitro: | De Santis (Roma) |

|                      |           |  |
| Graffiedi 44’ (rig.) | Marcatori |  |

| Arbitro: | Dattilo (Locri) |

|                              |           |                   |
| Langella 40’, 69’ Capone 77’ | Marcatori | 75’ (rig.) Carrus |

#### Spareggio interdivisionale
| Arbitro: | Trefoloni (Siena) |

|  |           |             |
|  | Marcatori | 10’ Fantini |

| Arbitro: | Rosetti (Torino) |

|             |           |              |
| Fantini 47’ | Marcatori | 82’ do Prado |

### Coppa Italia

#### Girone H
| 17 agosto 2003 1ª giornata |  | – Turno di riposo Fiorentina |  |  |

| Arbitro: | Banti (Livorno) |

|              |           |            |
| Masini 90+4’ | Marcatori | 47’ Riganò |

| Arbitro: | Ciampi (Roma) |

|                 |           |  |
| Riganò 18’, 76’ | Marcatori |  |

| Arbitro: | Sacco (Civitavecchia) |

|              |           |  |
| Spagnoli 62’ | Marcatori |  |

| Arbitro: | Torella (Roma) |

|               |           |               |
| Andreotti 17’ | Marcatori | 21’ Morandini |

## Statistiche
Statistiche aggiornate al 20 giugno 2004.

### Statistiche di squadra
| Competizione | Punti | In casa | In casa | In casa | In casa | In casa | In casa | In trasferta | In trasferta | In trasferta | In trasferta | In trasferta | In trasferta | Totale | Totale | Totale | Totale | Totale | Totale | DR |
| Competizione | Punti | G       | V       | N       | P       | Gf      | Gs      | G            | V            | N            | P            | Gf           | Gs           | G      | V      | N      | P      | Gf     | Gs     | DR |
| ------------ | ----- | ------- | ------- | ------- | ------- | ------- | ------- | ------------ | ------------ | ------------ | ------------ | ------------ | ------------ | ------ | ------ | ------ | ------ | ------ | ------ | -- |
| Serie B      | 73    | 24      | 15      | 9       | 0       | 37      | 18      | 24           | 5            | 8            | 11           | 18           | 31           | 48     | 20     | 17     | 11     | 55     | 49     | +6 |
| Coppa Italia | -     | 2       | 1       | 1       | 0       | 3       | 1       | 2            | 0            | 1            | 1            | 1            | 2            | 4      | 1      | 2      | 1      | 4      | 3      | +1 |
| Totale       | -     | 26      | 16      | 10      | 0       | 40      | 19      | 26           | 5            | 9            | 12           | 19           | 33           | 52     | 21     | 19     | 12     | 59     | 52     | +7 |

1. ↑  Incluso lo spareggio promozione contro il Perugia.

### Statistiche dei giocatori
| Giocatore      | Serie B  | Serie B | Serie B     | Serie B    | Coppa Italia | Coppa Italia | Coppa Italia | Coppa Italia | Totale   | Totale | Totale      | Totale     |
| Giocatore      | Presenze | Reti    | Ammonizioni | Espulsioni | Presenze     | Reti         | Ammonizioni  | Espulsioni   | Presenze | Reti   | Ammonizioni | Espulsioni |
| -------------- | -------- | ------- | ----------- | ---------- | ------------ | ------------ | ------------ | ------------ | -------- | ------ | ----------- | ---------- |
| M. Andreotti   | 13       | 1       | ?           | ?          | ?            | ?            | ?            | ?            | 13+      | 1+     | ?           | ?          |
| L. Ariatti     | 39       | 0       | ?           | ?          | ?            | ?            | ?            | ?            | 39+      | 0+     | ?           | ?          |
| G. Baronchelli | 3        | 0       | ?           | ?          | ?            | ?            | ?            | ?            | 3+       | 0+     | ?           | ?          |
| M. Bacis       | 26       | 0       | ?           | ?          | ?            | ?            | ?            | ?            | 26+      | 0+     | ?           | ?          |
| E. Bismark     | 11       | 0       | ?           | ?          | ?            | ?            | ?            | ?            | 11+      | 0+     | ?           | ?          |
| A. Camorani    | 15       | 2       | ?           | ?          | ?            | ?            | ?            | ?            | 15+      | 2+     | ?           | ?          |
| D. Carrus      | 5        | 1       | ?           | ?          | ?            | ?            | ?            | ?            | 5+       | 1+     | ?           | ?          |
| C. Cejas       | 46       | 0       | ?           | ?          | ?            | ?            | ?            | ?            | 46+      | 0+     | ?           | ?          |
| C. Cherubini   | 12       | 0       | ?           | ?          | ?            | ?            | ?            | ?            | 12+      | 0+     | ?           | ?          |
| M. Cicconi     | 2        | 0       | ?           | ?          | ?            | ?            | ?            | ?            | 2+       | 0+     | ?           | ?          |
| G. Comotto     | 14       | 0       | ?           | ?          | ?            | ?            | ?            | ?            | 14+      | 0+     | ?           | ?          |
| M. Cossato     | 6        | 0       | ?           | ?          | ?            | ?            | ?            | ?            | 6+       | 0+     | ?           | ?          |
| J. C. de León  | 4        | 0       | ?           | ?          | ?            | ?            | ?            | ?            | 4+       | 0+     | ?           | ?          |
| D. Delli Carri | 15       | 1       | ?           | ?          | ?            | ?            | ?            | ?            | 15+      | 1+     | ?           | ?          |
| A. Di Livio    | 41       | 4       | ?           | ?          | ?            | ?            | ?            | ?            | 41+      | 4+     | ?           | ?          |
| E. Fantini     | 24       | 2       | ?           | ?          | ?            | ?            | ?            | ?            | 24+      | 2+     | ?           | ?          |
| G. Fontana     | 22       | 2       | ?           | ?          | ?            | ?            | ?            | ?            | 22+      | 2+     | ?           | ?          |
| M. Graffiedi   | 39       | 8       | ?           | ?          | ?            | ?            | ?            | ?            | 39+      | 8+     | ?           | ?          |
| M. Guzzo       | 1        | 0       | ?           | ?          | ?            | ?            | ?            | ?            | 1+       | 0+     | ?           | ?          |
| L. Helguera    | 10       | 0       | ?           | ?          | ?            | ?            | ?            | ?            | 10+      | 0+     | ?           | ?          |
| A. Lucarelli   | 31       | 0       | ?           | ?          | ?            | ?            | ?            | ?            | 31+      | 0+     | ?           | ?          |
| C. Maggio      | 40       | 1       | ?           | ?          | ?            | ?            | ?            | ?            | 40+      | 1+     | ?           | ?          |
| C. Manfredini  | 10       | 1       | ?           | ?          | ?            | ?            | ?            | ?            | 10+      | 1+     | ?           | ?          |
| T. Manfredini  | 11       | 0       | ?           | ?          | ?            | ?            | ?            | ?            | 11+      | 0+     | ?           | ?          |
| R. Maspero     | 17       | 0       | ?           | ?          | ?            | ?            | ?            | ?            | 17+      | 0+     | ?           | ?          |
| L. Piangerelli | 23       | 1       | ?           | ?          | ?            | ?            | ?            | ?            | 23+      | 1+     | ?           | ?          |
| C. Riganò      | 44       | 23      | ?           | ?          | ?            | ?            | ?            | ?            | 44+      | 23+    | ?           | ?          |
| R. Ripa        | 14       | 0       | ?           | ?          | ?            | ?            | ?            | ?            | 14+      | 0+     | ?           | ?          |
| A. Rizzo       | 7        | 0       | ?           | ?          | ?            | ?            | ?            | ?            | 7+       | 0+     | ?           | ?          |
| H. Said        | 6        | 0       | ?           | ?          | ?            | ?            | ?            | ?            | 6+       | 0+     | ?           | ?          |
| M. Savini      | 18       | 0       | ?           | ?          | ?            | ?            | ?            | ?            | 18+      | 0+     | ?           | ?          |
| M. Scaglia     | 20       | 0       | ?           | ?          | ?            | ?            | ?            | ?            | 20+      | 0+     | ?           | ?          |
| A. Soncin      | 1        | 0       | ?           | ?          | ?            | ?            | ?            | ?            | 1+       | 0+     | ?           | ?          |
| W. Viali       | 19       | 0       | ?           | ?          | ?            | ?            | ?            | ?            | 19+      | 0+     | ?           | ?          |
| Z. Vryzas      | 20       | 4       | ?           | ?          | ?            | ?            | ?            | ?            | 20+      | 4+     | ?           | ?          |